# 内特·麦克米兰
纳撒尼尔·麦克米兰（英語：Nathaniel McMillan，1964年8月3日—），美国NBA联盟职业篮球运动员、教練，他在1986年的NBA选秀中第2轮第6顺位被西雅图超音速选中。教练时期曾執教西雅图超音速，波特兰拓荒者、印第安那溜马和亞特蘭大老鷹。

## 執教生涯
印第安納溜馬日前送走加上助教時期待了9年的總教練Frank Vogel，15日確定找到接替人選，麥克米蘭。
現年51歲的McMillan在西雅圖超音速（現奧克拉荷馬雷霆）、波特蘭拓荒者累積12年總教練經歷，2013-14年、2015-16年也是溜馬教練團成員。
溜馬總裁「大鳥」Larry Bird強調，他希望球隊能提高進攻速度，順應潮流，儘管McMillan是以防守聞名的教練。
「我希望我們能得更多分。」Bird說：「防守好，我們就不用得太多分，但你總是想要盡可能地拿多一點分數。」
McMillan上個星期曾到沙加緬度國王面試，不過他們最後選擇了被曼菲斯灰熊開除的Dave Joerger。
讓溜馬團隊籃球運行順暢的總教練麥克米蘭也功不可沒，因此溜馬決定與他延長合約至2019-20球季，據傳雙方已經達成協議
3月21日印第安纳步行者队官方今日宣布，球队主教练内特-麦克米兰因个人原因将会缺席明日对阵勇士的比赛，助理教练丹-伯克将会代替麦克米兰执教明天的比赛。
8月13日，步行者官方宣布，步行者已经与主教练麥克米蘭达成了一份续约合同。
麥克米蘭打破Mike Fratello記錄，成為季後賽30、40、50場以上最低勝率教練，也是聯盟歷史唯一一位超過五次季後賽(9次）只打過1次2輪的教練。
8月26日，今日步行者官方宣布，球队正式解雇主帅麦克米兰。
11月11日，今日老鷹官方宣布，球队正式聘請麦克米兰擔任助理教練。
3月1日，老鷹官方宣布，球队炒掉皮爾斯後，由現任老鷹助理教練和前印第安那步行者内特-麦克米兰擔任代理總教練帶到球季結束，代理期間，打出27-11七成的勝率，帶領老鷹闖進睽違4年的NBA季後賽，他們在五場比賽中擊敗了第四种子紐約尼克斯隊，並在一場艱苦的七場系列賽中擊敗頭號种子費城76人，憑藉那場系列賽的勝利老鷹隊自2015年以來首次進入東部決賽，他們面對的是由兩屆聯盟MVP揚尼斯·阿德托昆博領銜的第三种子密爾沃基雄鹿隊，麥克米蘭帶領老鷹隊在分區決賽中首次獲勝，在第一場比賽中以116：113擊敗密爾沃基雄鹿隊，然而,還是守不住雄鹿米德爾頓的一手遮天，老鷹隊六場輸掉系列賽，但是足以稱得上是成功的賽季。
2021年7月5日，麥克米蘭同意以四年合約正式成為老鷹主教練。
2023年2月21日，麥克米蘭被亞特蘭大老鷹開除，由原本的首席助理教練Joe Prunty擔任臨時總教練。

## 成就／榮譽

### NBA成就
- 2次NBA最佳防守陣容： 
  - 2次NBA防守第二陣容：1994、1995
- 西雅圖超音速退休背號：NO.10

### NBA生涯紀錄
- - NBA歷史上總抄截排行榜並列三十一（1544次）

## 主教练战绩
| 隊伍 | 年份    | 常規賽 | 常規賽 | 常規賽 | 常規賽 | 常規賽           | 季後賽       |
| 隊伍 | 年份    | 比賽   | 勝     | 負     | 勝率   | 排名             | 季後賽       |
| ---- | ------- | ------ | ------ | ------ | ------ | ---------------- | ------------ |
| SEA  | 2000-01 | 67     | 38     | 29     | .567   | 太平洋赛区第五名 | 未进入       |
| SEA  | 2001-02 | 82     | 45     | 37     | .549   | 太平洋赛区第四名 | 第一轮失利   |
| SEA  | 2002-03 | 82     | 40     | 42     | .488   | 太平洋赛区第五名 | 未进入       |
| SEA  | 2003-04 | 82     | 40     | 42     | .488   | 太平洋赛区第五名 | 未进入       |
| SEA  | 2004-05 | 82     | 52     | 30     | .634   | 西北赛区第一名   | 第二輪失利   |
| POR  | 2005-06 | 82     | 21     | 61     | .256   | 西北赛区第五名   | 未进入       |
| POR  | 2006-07 | 82     | 32     | 50     | .390   | 西北赛区第三名   | 未进入       |
| POR  | 2007-08 | 82     | 41     | 41     | .500   | 西北赛区第三名   | 未进入       |
| POR  | 2008-09 | 82     | 54     | 28     | .659   | 西北赛区第二名   | 第一轮失利   |
| POR  | 2009-10 | 82     | 50     | 32     | .610   | 西北赛区第三名   | 第一轮失利   |
| POR  | 2010-11 | 82     | 50     | 32     | .610   | 西北赛区第三名   | 第一轮失利   |
| POR  | 2011-12 | 43     | 20     | 23     | .465   | 被解雇           | –            |
| IND  | 2016-17 | 82     | 42     | 40     | .512   | 中央赛区第三名   | 第一輪失利   |
| IND  | 2017-18 | 82     | 48     | 34     | .585   | 中央赛区第二名   | 第一輪失利   |
| IND  | 2018-19 | 82     | 48     | 34     | .585   | 中央赛区第二名   | 第一輪失利   |
| IND  | 2019-20 | 73     | 45     | 28     | .616   | 中央赛区第二名   | 第一輪失利   |
| ATL  | 2020-21 | 38     | 27     | 11     | .711   | 東南赛区第一名   | 東區決賽失利 |
| ATL  | 2021-22 | 82     | 43     | 39     | .524   | 東南赛区第二名   | 第一輪失利   |
| ATL  | 2022-23 | 59     | 29     | 30     | .492   | 被解雇           | –            |
| 總計 | 總計    | 1428   | 760    | 668    | .532   |                  |              |